# Tarsem Singh
Tarsem Singh Dhandwar (en panyabí: ਤਰਸੇਮ ਸਿੰਘ ਧੰਦ੍ਵਾਰ; Jalandhar, 26 de mayo de 1962), conocido profesionalmente por Tarsem, es un director indio nacionalizado estadounidense que ha trabajado en películas, videos musicales y anuncios.

## Primeros años
Tarsem Nació en Jalandhar, Punjab, en una familia sij. Su padre era ingeniero aeronáutico. Estudió en Shimla, en la Hans Raj Universidad en Delhi, y es un licenciado de la Universidad de Centro del Arte de Diseño de Pasadena, California.

## Carrera
Tarsem Empezó su carrera dirigiendo vídeos musicales, incluyendo "Hold On" de En Vogue, "Sweet Lullaby" de Deep Forest y el hit de R.E.M. "Losing My Religion", que ganó el premio al mejor video del año en los MTV Video Music Awards de 1991. Luego dirigió docenas de anuncios para marcas como Nike y Coca-Cola. Su primer largometraje como director fue The Cell  (2000), protagonizado por Jennifer Lopez y Vince Vaughn.
En 2003, dirigió uno de los más ambiciosos anuncios de Pepsi con música del grupo Queen y protagonizado por Enrique Iglesias en la versión para Europa y América del Norte y Amr Diab en la versión para el mundo árabe. En la versión occidental, Iglesias es un patético emperador que acapara la Pepsi, mientras que Britney Spears, Pink y Beyoncé son unas gladiadoras que luchan para la diversión de la multitud pero que finalmente destronan al emperador.
Su segunda película, The Fall. El sueño de Alexandria, se estrenó en 2006 en el Festival Internacional de Cine de Toronto. Su tercera película, Immortals, se estrenó en 2011. En 2012 dirigió una adaptación del cuento de los hermanos Grimm sobre la historia de Blancanieves, titulada Mirror, Mirror, protagonizada por Lily Collins y Julia Roberts.

## Filmografía

### Películas
- The Cell (2000)
- The Fall. El sueño de Alexandria (2006)
- Immortals (2011)
- Mirror, Mirror (2012)
- Selfless (2015)

### Televisión
- Ciudad esmeralda (2017)

### Publicidad
- Coca-Cola : India
- Levi's : Wasted, Swimmer, New Orleans
- MTV : Food for Thought, Il Douche
- Miller Lite : Pro Wrestlers
- Pepsi : Gladiator
- Reebok : Storm
- John Hancock : Sarajevo
- Smirnoff : Message in a bottle
- Superga : The Challenge

### Videos musicales
- «911» de Lady Gaga